# 노게야마 동물원

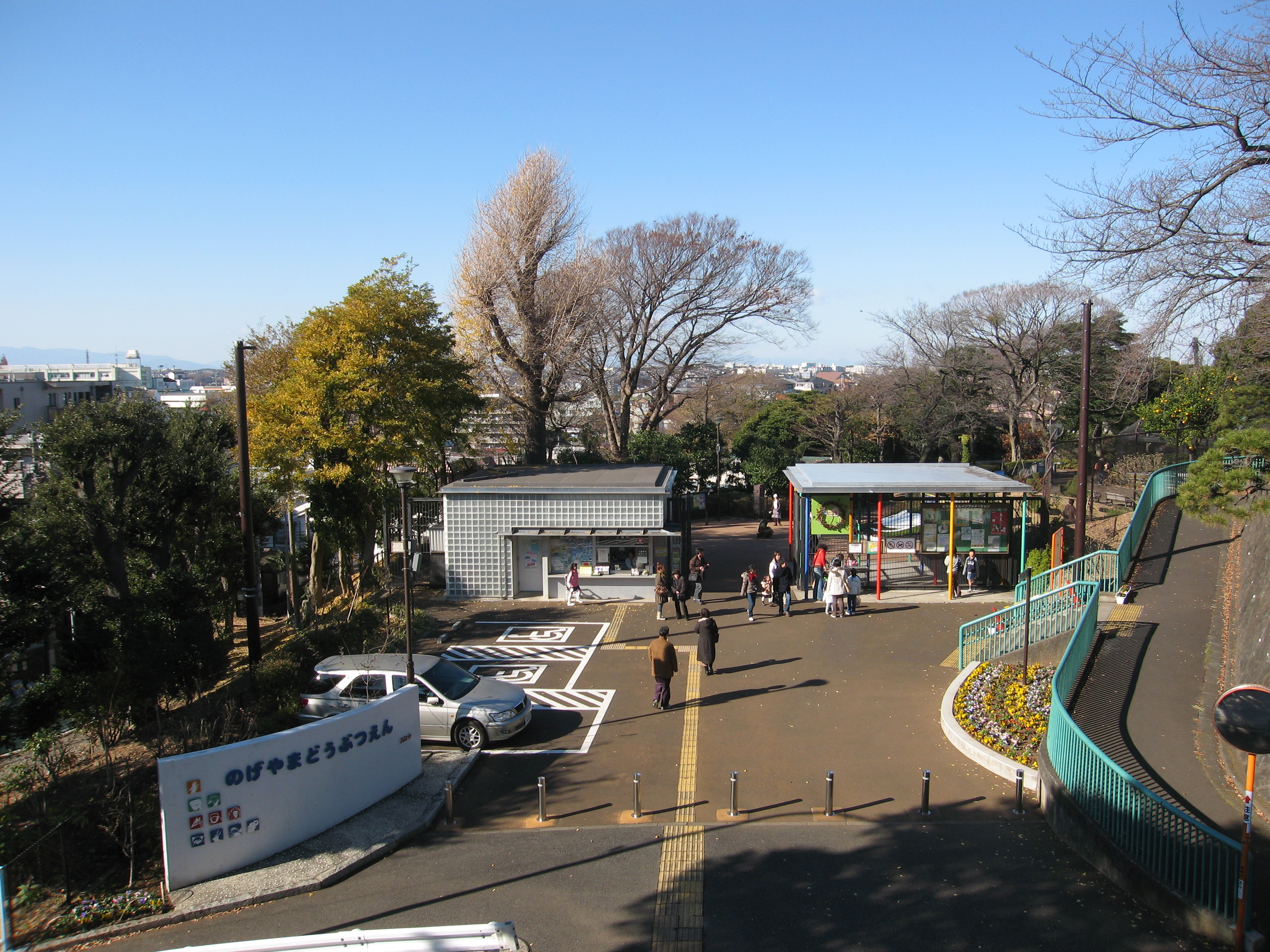
노게야마 동물원

노게야마 동물원(일본어: 野毛山動物園)은 일본 요코하마시 니시구에 위치한 동물원이다. 1400마리, 100종의 동물이 있다.